# Jaime Laredo

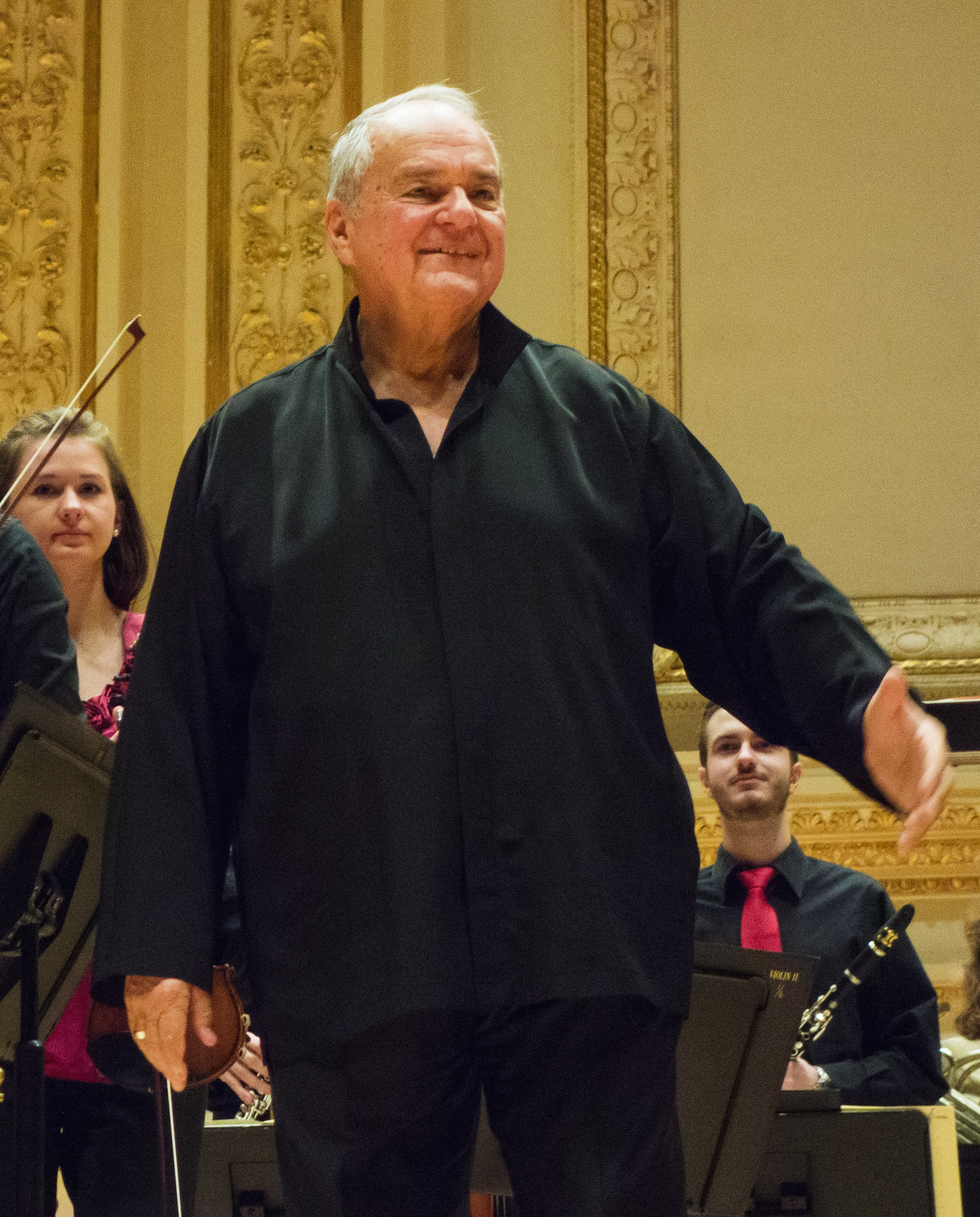
Jaime Laredo, 2014

Jaime Laredo y Unzueta (* 7. Juni 1941 in Cochabamba) ist ein US-amerikanischer klassischer Geiger und Dirigent bolivianischer Herkunft.

## Werdegang
Jaime Laredo wurde in Cochabamba, Bolivien geboren. Mit fünf Jahren begann er das Violinspiel zu erlernen. Bereits 1948, im Alter von sieben Jahren, übersiedelte er mit seinen Eltern in die USA in der Hoffnung, dort die besten Geigenlehrer für seine Violinausbildung „verpflichten“ zu können. Hier studiert er zunächst mit Antonio de Grassi und Frank Houser weiter Violine. Als Wunderkind debütierte er bereits im Alter von elf Jahren beim San Francisco Symphony Orchestra. 1952 äußerte sich die Presse hierzu folgendermaßen: „In den 1920ern war es Yehudi Menuhin, in den 1930ern Isaac Stern und gestern Abend Jaime Laredo.“ 1953 ging er zu weiteren Studien zu Josef Gingold nach Cleveland. Ab 1964 studierte er dann bei Ivan Galamian am Curtis Institute of Music in Philadelphia. Privat wurde Laredo durch Pau Casals und George Szell gecoacht. 1959 gewann er – gewissermaßen als Abschluss seiner Ausbildung – den Concours Reine Elisabeth in Brüssel. Er gewann im Laufe seiner Karriere auch den Deutschen Schallplattenpreis und den Gramophone Award. Er erhielt mehrfach Nominierungen für den Emmy. 1992 erhielt er für Einspielungen der Brahms-Klavierquartette Op. 25 und 26 den Grammy für die beste kammermusikalische Interpretation. 2010 wurde Laredo in die American Academy of Arts and Sciences gewählt.
Mit seinem Solokonzert in der New Yorker Carnegie Hall vom Oktober 1960 startete er eine internationale Karriere als Rezitalist, Orchestersolist und Kammermusiker. Im gleichen Jahr heiratete er die amerikanische Pianistin Ruth Meckler, ab dann Ruth Laredo, mit der er bis 1974 verheiratet war und in diesen Jahren  zahlreiche Konzertabende gab.
Mit seiner zweiten Frau, der Cellistin Sharon Robinson, und dem Pianisten Joseph Kalichstein gab er zahlreiche Kammerkonzerte. Neben seinen Mitbegründerfunktionen beim Kalichstein-Laredo-Robinson Trio und dem Laredo-Robinson Duo fungierte Laredo seit 1999 als Musikdirektor und Dirigent des Vermont Symphony Orchestra.
Laredo betätigte sich regelmäßig beim New York String Orchestra Seminar in der Carnegie Hall, beim Internationalen Violinwettbewerb von Indianapolis und bei zahlreichen Festivals in der Nachwuchsförderung. Von 1970 bis 2005 unterrichtete er am Curtis Institute of Music in Philadelphia. 2005 erfolgte ein Ruf an die Fakultät der Indiana University in Bloomington, an der er bis 2012 unterrichtete. Im Jahr 2012 berief das Cleveland Institute of Music Laredo und seine Frau Sharon Robinson als Lehrkräfte an die Streicherfakultät des Konservatoriums.